# Герасименков, Руслан Вячеславович
Русла́н Вячесла́вович Герасиме́нков (род. 9 ноября 1967, Москва, СССР) — российский кинооператор.

## Биография
В 1990 году окончил МВТУ имени Н. Э. Баумана.
В 1999 году окончил ВГИК — операторский факультет (мастерская А. Л. Княжинского, В. Д. Нахабцева, С. Е. Медынского, А. Г. Рыбина).
Снял около ста рекламных роликов и музыкальных клипов.
Среди документальных фильмов: «Красота, Доброта, Любота…» (1999), «Соль» (2001), «Монокль» (2001), «Полоса отчуждения» (2002) и другие.
Снятые им фильмы неоднократно награждались призами на российских и международных кинофестивалях.
Член Гильдии кинооператоров России, член Европейской Федерации кинооператоров IMAGO (R.G.C.), член Союза кинематографистов.

## Фильмография
- 1999 — Летаргия (реж. Гурий Атнев) ВГИК
- 2002 — Невестка (реж. Наталья Родионова) «Минэлла»
- 2004 — Ночной дозор (реж. Тимур Бекмамбетов) Оператор Second Unit
- 2004 — Гадюшонок (реж. Сергей Босенко) КиноСтудия «Риск»
- 2004 — Звездочёт (реж. Гурий Атнев) «Аватар Фильм»
- 2005 — Тайная стража (реж. Юрий Музыка, Константин Смирнов) Студия «Талан», «ОРТ-Видео»
- 2006 — Нас не догонишь (реж. Илья Шиловский) Продюсерский центр «Хорошо Продакшн»
- 2007 — Приключения солдата Ивана Чонкина (реж. Алексей Кирющенко) «Элефант»
- 2007 — Последняя репродукция (реж. Александр Славин) Производственно-продюсерский центр «Гераплат»
- 2008 — Закрытые пространства (реж. Игорь Ворскла) Кинокомпания «ДК», Студия «Другое кино»
- 2009 — Одна война (реж. Вера Глаголева) Продюсерский центр «Хорошо Продакшн»
- 2009 — Приказано уничтожить! Операция: «Китайская шкатулка» (реж. Сергей Бобров) Студия «Талан»
- 2010 — Слон (реж. Владимир Карабанов) Студия «Телесто»
- 2010 — Громозека (реж. Владимир Котт) Кинокомпания «Твинди», НТВ
- 2011 — Любовь приходит не одна (реж. Светлана Музыченко) Студия «Про100 Фильм»
- 2011 — Атомный Иван (реж. Василий Бархатов) Студия «Телесто»
- 2011 — Один (реж. Юлия Меламед) Короткометражный фильм
- 2011 — Лучшее лето нашей жизни (реж. Светлана Музыченко) Студия «Про100 Фильм»
- 2011 — Тетрадь из сожжённого гетто (документальный, реж. Евгений Цымбал) Продюсерский центр «Хорошо Продакшн»
- 2012 — Бабье царство (реж. Кира Ангелина) «Про100 Продакшн»
- 2012 — Камень (реж. Вячеслав Каминский) Студия «Слава-Синема»
- 2013 — Кавказская пленница! (реж. Максим Воронков) Продюсерский центр Ильи Олейникова
- 2013 — Новогодняя жена (реж. Светлана Музыченко) Студия «Про100 Фильм»
- 2014 — Ex.Amen (реж. Юрий Суходольский) Кинокомпания «Арт Континент», Продюсерский центр «ИВАН!»
- 2014 — Неопалимая купина (реж. Дмитрий Тюрин) «Про-Синема»
- 2015 — Кольца мира (документальный, реж. Сергей Мирошниченко) Официальный фильм XXII Олимпийских зимних игр, Студия «Остров», в группе операторов
- 2015 — Наследие (реж. Александр Касаткин) Продюсерский центр «ИВАН!»
- 2015 — Пионеры-герои (реж. Наталья Кудряшова) СТВ, Мастерская «Сеанс»
- 2016 — Любовь с ограничениями (реж. Дмитрий Тюрин) Компания «ВайТ Медиа»
- 2017 — Три дня до весны (реж. Александр Касаткин) Киностудия «Ленфильм»
- 2018 — Главный грек Российской империи (реж. Светлана Музыченко) Докудрама, Продюсерский центр «Хорошо Продакшн»
- 2019 — А. Л. Ж. И. Р. (реж. Александр Касаткин) «Киноград»
- 2019 — Молодое вино (реж. Пётр Олевский) «ХитФильм Продакшн» при поддержке Министерства культуры РФ
- 2020 — Охота на певицу (реж. Александр Касаткин) «Версия продакшн»
- 2021 — Везёт (реж. Владимир Щегольков) «Студия Чеховъ», «АВК-Продакшн»
- 2022 — Золото (реж. Александр Касаткин) Студия «Драйв», НТВ
- 2024 — Виноград (сериал) (реж. Владимир Щегольков) KION, МТС Медиа, «Студия Чеховъ»

## Награды
- 1999 — приз фестиваля студенческого творчества «Фестос» за лучшую операторскую работу (фильм «Летаргия»)
- 2009 — Каирский международный кинофестиваль — специальный приз за лучшее художественное решение (For Best Artistic Contribution) (фильм «Одна война»)
- 2010 — «Белый квадрат» — приз Гильдии кинооператоров России за лучшую операторскую работу (фильм «Одна война»)[1]
- 2012 — приз имени Павла Лебешева (лучшему оператору) на кинофестивале «Дух огня» (фильм «Атомный Иван»)